# Pirogalol
Pirogalol (1,2,3-trihydroksybenzen) – organiczny związek chemiczny z grupy polifenoli. Zawiera 3 grupy hydroksylowe w pozycjach 1, 2 i 3 pierścienia benzenowego. Jest białym, krystalicznym proszkiem o słabym, charakterystycznym zapachu.
Alkaliczny roztwór pirogalolu stosuje się do usuwania tlenu z mieszanin gazowych. Roztwór taki jest nietrwały na powietrzu (pirogalol rozkłada się w takich warunkach do dwutlenku węgla, kwasu octowego i innych produktów. Wykorzystuje się to również do oznaczania zawartości tlenu w mieszaninach gazów (np. w powietrzu). Posiada dwa izomery strukturalne – 1,2,4-trihydroksybenzen oraz floroglucynę (1,3,5-trihydroksybenzen).

## Historia i otrzymywanie
Po raz pierwszy został zsyntetyzowany przez Carla Scheele'a w 1786 roku poprzez ogrzewanie kwasu galusowego.

Otrzymywanie pirogalolu

## Zastosowanie w fotografii
Wykorzystywany jest jako wywoływacz w fotografii, jako absorbent w analizie gazowej oraz jako składnik farb do włosów. Prawdopodobne działanie mutagenne pirogalolu czyni wątpliwym jego dalsze użycie w produktach do barwienia włosów.
Jako wywoływacz występuje w postaci „puszystego” proszku. Wywołuje wyrównawczo, obecnie jest używany coraz rzadziej. Na długo barwi skórę i ubranie.

## Zastosowanie w lecznictwie
Stosowany również sporadycznie w dermatologii jako lek o działaniu złuszczającym w miejscowym leczeniu łuszczycy (maści i pasty 10–20% oraz roztwory spirytusowe 1%). Występuje pod farmaceutyczną nazwą Pyrogallolum, syn.Acidum pyrogallicum.